# Baluze
Baluze (Balus) – polski herb szlachecki z indygenatu.

## Opis herbu
Opis zgodnie z klasycznymi regułami blazonowania:
Na tarczy dzielonej w słup w polu prawym, błękitnym snop złoty z takimiż dwiema koronami na nim i jedną nad nim. W polu lewym, czerwonym, krokiew złota z takąż koroną pod nią, dwiema gwiazdami srebrnymi w pas nad nią i półksiężycem srebrnym nad nimi. 
Labry z prawej błękitne, podbite złotem, z lewej czerwone, podbite złotem.

## Najwcześniejsze wzmianki
Zatwierdzony indygentem w 1658 roku dla Antoniego i Stefana Baluze'a (de Baluze).

## Herbowni
Balus - Baluze - de Baluze.